# Gustarea de la miezul nopții
Gustarea de la miezul nopții este un desen animat din 1941 și al doilea episod „Tom și Jerry”, produs în Technicolor și lansat pe marile ecrane pe 19 iulie 1941 de Metro-Goldwyn Mayer și re-lansat în 1957 într-o versiune editată. Acesta a fost produs de Fred Quimby și regizat de William Hanna și Joseph Barbera, cu coloana sonoră realizată de Scott Bradley. În acest desen animat cele două personaje au nume noi, Tom Motanul și Jerry Șoarecele, numele șoricelului fiind prima oară menționat. În primul desen animat, „Motanul e pus pe liber” pisica se numea Jasper iar șoarecele era cunoscut drept Jinx.:46 În episodul „Gustarea de la miezul nopții” Mami DoiPantofi este interpretată de Lillian Randolph. Episodul se termină prin distrugerea bucătăriei, Tom fiind dat afară din casă, așa cum se întâmplă în cele mai multe episoade.

## Acțiune
Desenul animat are loc într-o bucătărie. Ceasul de pe perete este neclar, dar se poate observa că este miezul nopții. Jerry scoate capul din ușa frigiderului și fură niște brânză, folosind o bucată de țelină drept pod pentru a ajunge pe masă, însă alunecă, iar bucata de brânză cade pe el. Jerry se uită prin găurile din brânză și începe s-o transporte, iar de după tejghea apare Tom cu un zâmbet răutăcios. Camera ni-l arată pe Jerry care cară brânza (care este, mult mai grea decât el), cu Tom urmărindu-l. Jerry simte că este ceva în spatele lui și se întoarce, dar Tom apucă un abajur și se deghizează ca o lampă. Jerry nu se poate uita să vadă dacă "lampa" are vreun bec, deoarece brânza este prea grea. Jerry începe să care bucata de brânză din nou, dar Tom îl urmărește de data aceasta cu abajurul pe cap pentru orice eventualitate. Dintr-o dată îi vine o idee: apucă tot felul de obiecte și le pune deasupra brânzei ca să o facă cât mai grea. Jerry nu mai poate vedea în fața lui, așa că nu observă că Tom pune niște felii de pâine în scări și la capătul lor un făcăleț. Jerry urcă pe scări și, calcă pe făcăleț, după care se dezechilibrează și cade cu toate obiectele de deasupra lui, nimerind în brânză. Scoate capul ca să vadă ce se întâmplă și un ou îl lovește în cap și se sparge. Jerry dă albușul de ou la o parte, și Tom iese din ascunzătoarea lui, cu o față nevinovată. Jerry "salută" pisică și returnează felie de brânză în frigider, dar țelina se rupe și el rămâne în frigider. Fură o bucată de brânză și sare pe masă ca să fugă, dar Tom îl oprește prinzându-l de coadă și pune bucata de brânză la loc. Motanul își dă seama că nu e nimeni în bucătărie și, prinzându-i coada lui Jerry cu un fier de călcat, se apucă să deguste ce se află în frigider. Jerry se eliberează, dar în curând este prins de Tom și se întoarce în gaura sa de șoarece. Tom ia apoi niște gelatină care tremură și o mănâncă, provocându-i în tot corpul tremurături, iar șoarecele râde de el. Tom îi arată lui Jerry o bucată de brânză, dar nu poate ajunge la ea deoarece îl oprește cu fierul. Tom îi arată apoi un ecler și îi permite lânga puțină frișca, iar apoi îl îngroapă cu frișca de la ecler și îi pune o cireașă în vârf. Tom miroase brânza și se pregătește s-o mănânce când își dă seama ce este și o aruncă într-o parte. Din păcate, brânza sparge vasele. Mami DoiPantofi aude acest lucru, și coboară la parter ca să dojenească pisica. Tom acționează rapid și îl pune pe Jerry în frigider după care se ascunde. Camerista deschide ușa frigiderului și țipă de frică când îl vede pe șoricel. Se urcă pe un scaun și își suflecă capoatele (într-un număr ridicol de mare) și îl cheamă pe Tom. Acesta iese din ascunzătoare și îl urmărește pe Jerry. În mijlocul urmăririi, el se înnoadă de scaunul, pe care stă Mami. Tom se smucește și scapă, dar rupe scaunul. Mami iese din cameră zicând:
"Acesta nu este un loc pentru o doamnă!"
Cei doi sar pe masă, iar Jerry sare accidental în prăjitorul de pâine și Tom împinge în jos maneta. Jerry apare, din coada ieșindu-i fum și se bagă în chiuveta plină cu apă, dar Tom continuă sa-l urmărească. Jerry se suie pe un dulap, iar Tom vine după el, dar când să sară se agață de ușa dulapului și o deschide, iar de acolo iese o masă de călcat de care rămâne agățat. Șoarecele se duce să ia o furculiță și face un semn pe spatele motanului. Tom se uită la frigiderul deschis și își dă seama ce vrea Jerry să facă. Acesta îl înjunghie, iar motanul o ia în jos pe masa de călcat cade în chiuvetă și sparge vasele, alunecă pe o răzătoare, și cade direct în frigider. Mami DoiPantofi reintră în cameră, și când vede dezastrul crede că Tom a prins șoarecele. Ea deschide ușa frigiderului pentru a lua un castron cu lapte pentru Tom, dar îl găsește pe motan în frigider, acoperit de produsele alimentare. Mami îl bate cu mătura și îl ceartă, iar Jerry privește toate astea mâncând o bucată de brânză.

## Critici
„Gustare de la miezul nopții” a fost al doilea episod "Tom și Jerry, după Motanul e pus pe liber în 1940. Când primul episod a fost lansat nu a fost bine primit și William Hanna și Joseph Barbera, au hotărât să nu mai facă alte episoade. Cu toate acestea, proprietarul lanțului de teatru Loew's din Dallas, Texas a întrebat dacă vor mai crea alte episoade, deoarece "Motanul e pus liber" i-a plăcut foarte mult. Desenul a fost nominalizat la Oscar și i-a încurajat pe Hanna-Barbera să continue. "Gustarea de la miezul nopții" a devenit cel de-al doilea desen animat "Tom Jerry", precedând "Noapte de Ajun" care a fost creat în același an. Acesta din urmă a primit o altă nominalizare la premiul Oscar, dar nu a primit premiul primul Oscar fiind câștigat de "Jerry la război" după care au urmat alte 6 premii Oscar, în total 7.

## Personaje
- Tom Motanul
- Jerry Șoarecele
- Mami DoiPantofi